# 函館海岸町競馬場

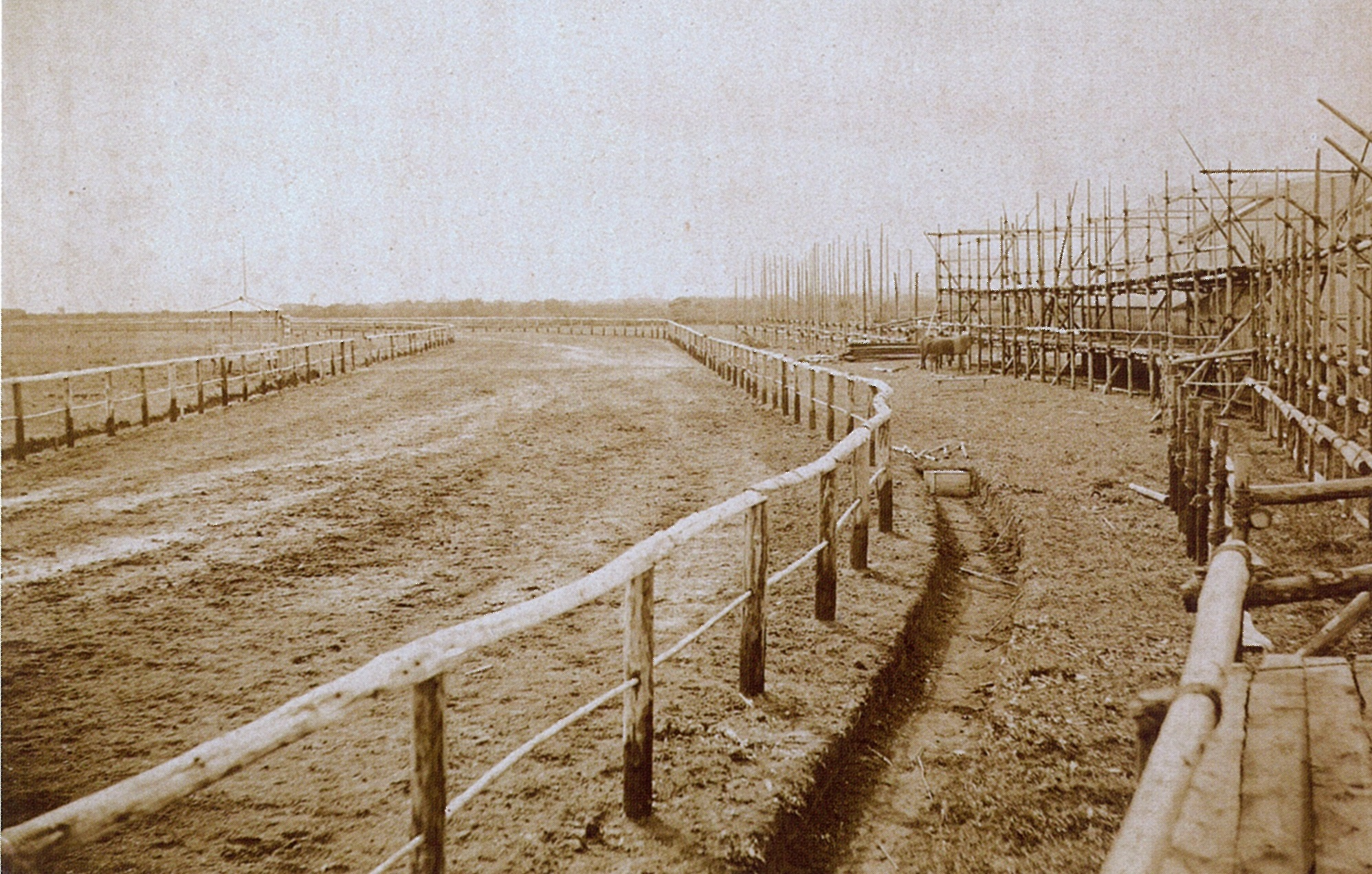
建設中の函館海岸町競馬場

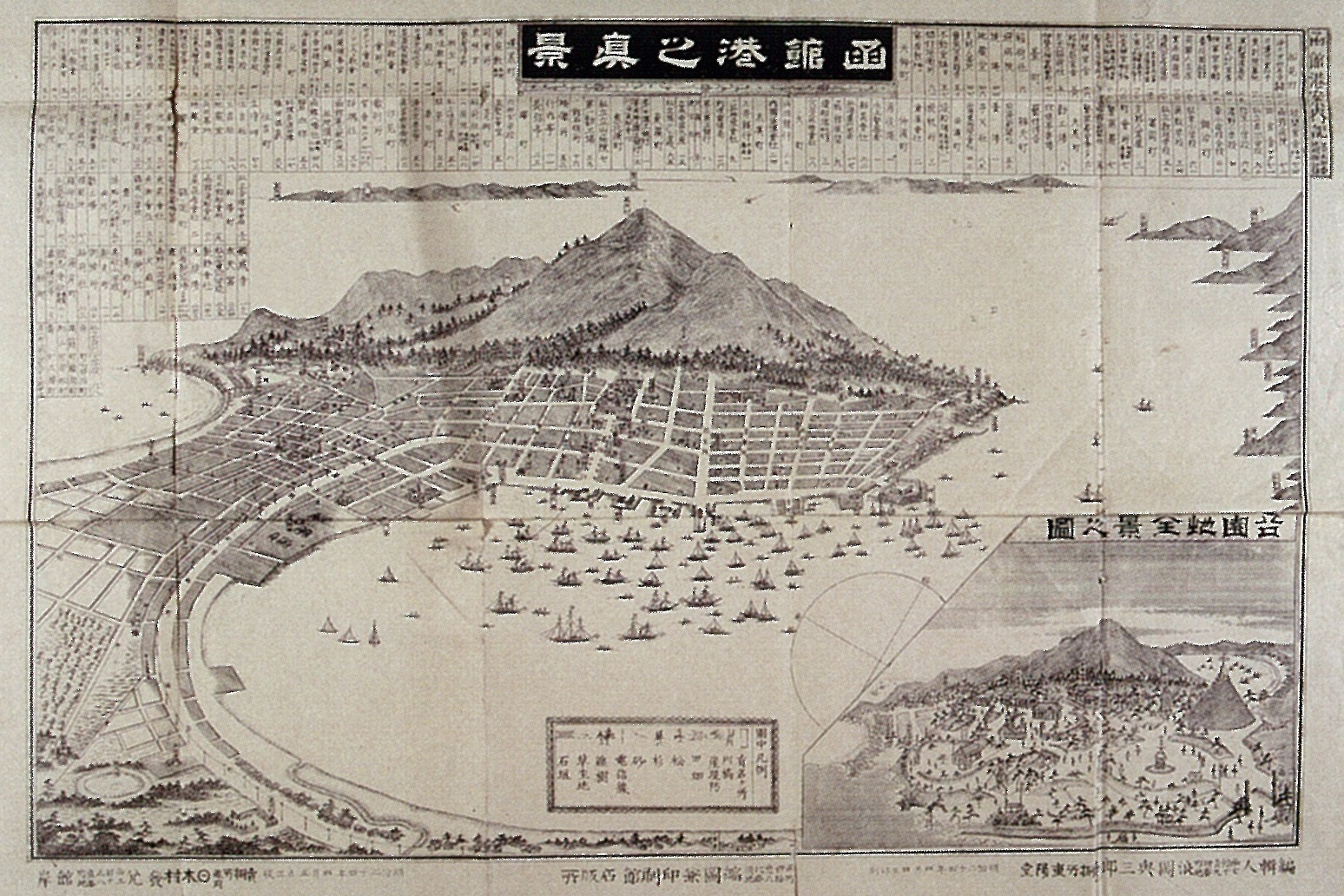
1891年（明治24年）の函館遠景図　左下に函館海岸町競馬場が見える。

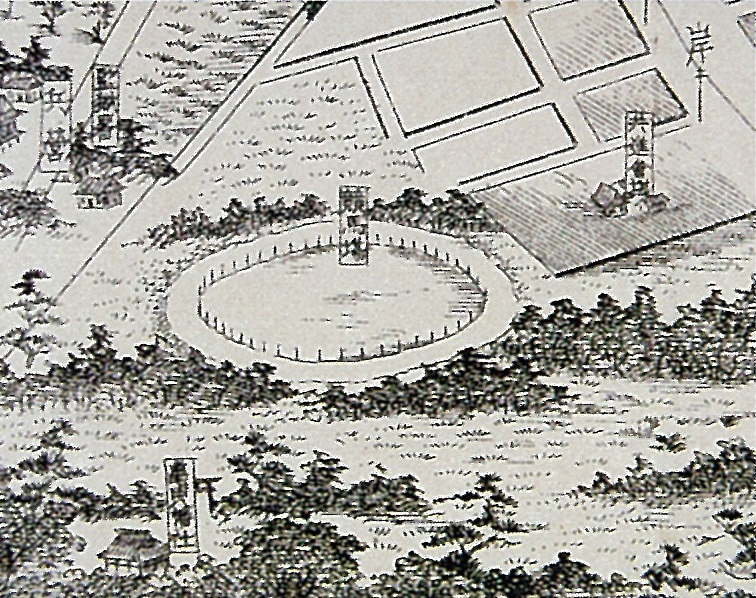
上記の遠景図の拡大図

函館海岸町競馬場（はこだてかいがんちょうけいばじょう）は函館区海岸町に1883年（明治16年）から1896年（明治29年）まで存在した、一周は440間（約800メートル）コース幅は8間（約14.5メートル）の環状の馬場を持つ競馬場。経営は北海共同競馬会社。のちに北海共同競馬会社は拡大され函館共同競馬会となり函館海岸町競馬場を経営するが、函館共同競馬会は1896年（明治29年）に亀田郡湯川村字柏野（現、函館市駒場町）に競馬場を移転し、柏野の競馬場はその後拡大されて現在の函館競馬場になる。

## 函館の祭礼競馬
函館の競馬の歴史は祭礼競馬で始まる。江戸時代の旧暦の端午の節句（5月5日）函館近郊亀田村万年橋付近で競馬が行われていたという。亀田村の競馬は函館の新聞に載ることもあった。杉浦嘉七の作とされる「函館風俗補拾」では亀田八幡宮の鳥居の前で競馬が行われていたという。またそれとは別に、明治2-8年ごろからは函館招魂社（現、函館護国神社）の祭礼にあたり招魂坂（現、護国神社坂）の下にあった蓬莱町遊郭内にて招魂社競馬が行われたという。函館招魂社の祭礼は当時の函館では大きな催し物であったという。
競馬は明治8年の祭礼では陰暦6月15日に行われ遊郭内の道路に竹柵を設けて競馬は行われ、沿道の料亭や妓楼では2階に席を設けて客に競馬見物をさせたりしたという。函館招魂社祭礼に伴って行われた招魂社競馬は明治17年まで毎年行われ（明治13年だけは大火の影響で中止）、開拓使七重勧業試験場長湯地定基や試験場員達が開催し、審判も務め、費用も彼らが出したという。勝利者には賞品として反物を授けたという。函館招魂社の祭礼競馬は好評で毎年開催され、明治14年、明治15年には新暦の6月20日に行われている。函館招魂社の祭礼競馬と亀田村の競馬は開催時期は近く、明治15年は開催日がかち合い亀田村の競馬が日にちをずらしたと当時の函館の新聞に載っている。
これら亀田村の競馬や函館招魂社の祭礼競馬は函館の競馬の嚆矢とされているが、それは街道を利用した直線レースであり、近代競馬とは全く異なるものである。函館招魂社の祭礼競馬は1884年（明治17年）6月まで行われ、北海共同競馬会社による函館海岸町競馬が開催される明治17年秋以降は行われたという記録は無い。亀田村の競馬も明治17年以降には記録されることは無くなっている。

## 函館の近代競馬の起こり
1879年（明治12年）の函館大火の影響で翌13年の招魂社競馬は中止となった。このため時の大書記官時任為基は函館・海岸町で開催された第二回農業仮博覧会の余興として競馬を行ったとされる。費用は時任や開拓使七重勧業試験場長湯地定基、および官吏たちが出したという。時任は函館県設置に伴い函館県令になるが、明治15年2月には農業仮博覧会の用地48000坪に一周440間（約800メートル）コース幅は8間（約14.5メートル）の環状の馬場を設置した。この競馬場で競馬を行うべく明治16年9月函館の有志によって北海共同競馬会社は設立される。発起人は函館大経らで明治16年10月26,27の二日間にわたって北海共同競馬会社として初の競馬を行う。
それまで函館で行われていた競馬は近代競馬からはほど遠い祭礼競馬であったが、1883年（明治16年）10月から始まる北海共同競馬会社による函館海岸町競馬は函館における近代競馬の嚆矢であるとされる。北海共同競馬会社では競馬規則を定め、明治16年10月26,27の二日間の競馬は大まかな番組表が記録されており、記念すべき第1回目のレースは賞金5円の3歳日本馬限定9頭立てのレースで距離は220間（400メートル）で出走料は20銭。10月26日には全部で11レースが行われ日本馬限定距離は440間（800メートル）が7レース、日本馬限定660間（1200メートル）が2レース、最後の11レース目のみ雑種馬のレースが組まれ3歳限定のレースで距離は330間（600メートル）が行われた。第1レースと第11レースは3歳限定だが、他のレースでは年齢は問わないで行われている。賞金は5円から15円、出走料は20銭から50銭である。翌27日にも同じ番組で競馬は行われたが雑種馬の第11レースだけは2日目には行われていない。この時の競馬では勝負服は自由で斤量も設定していない。規則は緩やかで裸馬を禁じたくらいである。競馬場には観客用に幅50間（90メートル）の桟敷席を設け観客の入場料は5銭で6000人余りが観覧したという。翌明治17年5月には第2次の競馬が行われ、その後も春秋の年2回開催されている。
開催回数が増えるにつれ賞金も増えていき、大雑把だった競馬規則もだんだんと整備されていく。斤量も定められ、検量も行われるようになっている。1886年（明治19年）7月に行われた第6次競馬では様子がやや詳しく残っており、開催は2日間で出場馬60頭、レースは1日に9レース行われている。距離は800メートルから長いもので1600メートルで競われ、1等賞金は最高32円に増額されているが出走料も2円と増額されている。1886年（明治19年）7月では北海共同競馬会社の社長には時任為基が就任し函館大経は検査役に就任している。北海共同競馬会社はこののちも競馬を開催していく。

## 函館共同競馬会社への移行と競馬場の移転
1887年（明治20年）10月、北海共同競馬会社とはまったく別の団体として函館の有志による競馬会が結成され、1887年（明治20年）10月と翌1888年9月に競馬を開催した。北海共同競馬会社と函館有志競馬会は対立する関係にもなったという。1889年（明治22年）北海共同競馬会社は北海道庁から払い下げを受け函館海岸町競馬場を所有する。北海共同競馬会社と函館有志競馬会は函館の有志の仲介により1890年（明治23年）8月には合併することになり函館共同競馬会と組織を改める。北海共同競馬会社の幹部は官吏が主だったので、函館有志競馬会との合併でできた函館共同競馬会は官民合同の競馬会とも言われている。しかし、その運営は以前と変わらず有志・会員からの寄付に頼っていた（この当時、馬券は禁止されている）。
官民合同で発足した函館共同競馬会は函館海岸町競馬場での競馬開催を続けるが、1894年（明治27年）、海岸町の競馬場敷地の購入を希望する者が現れ、希望に沿って敷地を売却し、亀田郡湯川村字柏野に移転することになった。1896年（明治29年）柏野に移転・新築した馬場は一周が550間（1000メートル）と函館海岸町競馬場よりやや拡大され、後にさらに拡張されて現在の函館競馬場となっていく。函館共同競馬会もその後函館競馬会、函館競馬倶楽部へと名称を変え発展していく。
1896年（明治29年）6月の競馬を最後に函館海岸町競馬場は廃止された。

## 廃止後の競馬場跡地
海岸町競馬場の跡地は1902年12月10日に北海道鉄道 (初代)函館駅(初代)～本郷駅間の開業に際して、函館駅と函館機関庫へ転用され、1909年に駅舎が焼失するまで使用されたほか、1911年から1922年までは現在の五稜郭車両所の前身である函館工場の用地としても活用された。